# جيهان الحداوي
جيهان الحداوي (29 سبتمبر 1981 -)، مذيعة سعودية، حاصلة على شهادة البكالوريوس في الأدب الأنجليزي واللغويات من جامعة الملك عبد العزيز كما انها حاصلة على الماجستير في العلاقات العامة، قدمت برنامج «سيدتي» على قناة روتانا خليجية، ومن ثم انتقلت إلى قناة إم بي سي 1 لتكون أول سعودية تقدم نشرة الأخبار فيها تشغل ايضًا منصب مديرة التطوير لمجموعة إم بي سي.